# 태동

임신 9주~0일째의 배아.

태동(胎動, fetal movement)은 근육 활동에 의해 기인되는 태아의 움직임을 말한다. 운동 활동은 후기배아단계 중에 시작하며 발달을 통해 자연적으로 변화한다. 근육은 신경이 통하게 되자마자 움직이기 시작한다. 처음 움직임은 반사적이지 않으며 척수에서 비롯되는, 자체 생성되는 신경작극에 의해 발생한다. 신경계가 성숙하면 근육은 자극에 반응하여 움직일 수 있다.
일반적으로, 태아운동은 유도적인가, 자발적인가로 분류할 수 있으며, 자발적 운동은 척추나 뇌에 의해 일어날 수 있다. 운동이 척추상에서 결정되는가의 여부는 무뇌증이 있는 태아의 움직임과 비교함으로써 추론할 수 있다.

## 참고 문헌
- Vaughan, Christopher (1996). 《How Life Begins: The Science of Life in the Womb》. New York: Times Books (Random House). ISBN 978-0-8129-2103-8.